# Raffaele Amato
Raffaele Amato, dit L'Espagnol (en italien : Lo Spagnolo), né le 11 novembre 1965 à Naples, est un camorriste italien, fondateur du clan Scissionisti di Secondigliano et dissident du Clan Di Lauro.

## Biographie

### Parcours
Raffaele Amato naît le 11 novembre 1965 à Naples. Il est le fondateur du clan d'Amato-Pagano encore appelé Scissionisti di Secondigliano ou Spagnoli (Espagnols, en français) en raison de leur présence historique en Espagne, notamment sur la Costa del Sol et à Barcelone. Il crée cette organisation à la suite de sa dissidence avec les Di Lauro.
En effet, Amato est resté d'abord fidèle au clan Di Lauro sous Paolo Di Lauro. Mais, après la fuite de ce dernier, recherché en 2002, et l'arrestation de son fils Vincenzo, en 2007, c'est Cosimo Di Lauro (en), un autre de ses fils, qui prend la direction du clan et centralise le trafic de drogue en éliminant les gangsters les plus âgés en faveur des nouveaux, plus jeunes et plus dociles.
Opposant à cette gestion de Cosimo, Amato se retire du clan Di Lauro, en octobre 2004, pour s'enfuir en Espagne d'où il perpètre une révolte contre ses anciens patrons. Il y planifie, notamment, le contrôle de ses alliés dissidents sur le trafic de drogue et la prostitution dans plusieurs quartiers dont Secondigliano et Scampia. Son activisme contre le Clan Di Lauro conduit à la Faide de Scampìa, en 2004, avec des dizaines de morts, provoquant une répression des autorités.

### Arrestations
Le 26 février 2005, Amato et d'autres membres de son clan sont appréhendés par la police catalane, à sa sortie d'un casino à Barcelone. Cette arrestation fait suite à celle de son ancien patron devenu ennemi juré, Cosimo Di Lauro.
Étant sous un mandat d'arrêt international, Amato est extradé vers l'Italie où il est accusé de meurtre et de trafic de drogue. Le ministre italien de l'Intérieur, Giuseppe Pisanu, décrit son arrestation et son extradition « au peuple de Naples »  comme une victoire  de « la lutte contre la mafia ». Selon lui, sa capture signifie que les deux factions de la Camorra accusées de la vague de meurtres à Naples sont toutes deux décapitées. En outre, Pisanu exhorte davantage de témoins à briser l'omerta, le code du silence de la Camorra, et à se manifester avec des preuves.
En 2006, il redevient un fugitif après sa libération due à la caducité du délai de sa détention provisoire.
Le 26 février 2009, Amato est de nouveau arrêté à Barcelone dans le cadre d'une coopération entre les polices italienne et espagnole,. Avant son arrestation, il s'identifie sous un faux nom sur la Costa del Sol. La justice l'accuse de huit homicides commis entre 1991 et 1993 lors du conflit clanique à Mugnano. Il lui est aussi reproché d'être « le principal, ou l'un des principaux importateurs de cocaïne en Italie »,. Sa femme Elmelinda Pagano est arrêtée quelques jours plus tard avec soixante autres suspects dans les environs de Naples,.
Il est alors extradé vers l'Italie et condamné par la justice à 20 ans de prison le 19 mai 2010, lors du procès contre 48 membres de son clan. Il est inculpé pour association de malfaiteurs, trafic de drogue et d'armes et blanchiment d'argent.
De plus, il écope d'une amende de 20 millions d' euros sur ses actifs immobiliers, commerciaux et comptes bancaires en Italie, en Espagne et à Monaco.

### Articles  connexes
- Scissionisti di Secondigliano
- Liste des membres de la Camorra
- Clan Di Lauro
- Faide de Scampia
- Liste des fugitifs les plus recherchés en Italie